# Cenculiana
Cenculiana (łac. Diocesis Cenculianensis) – stolica historycznej diecezji w Cesarstwie rzymskim w prowincji Byzacena w Tunezji. Obecnie katolickie biskupstwo tytularne.

## Biskupi
| Lp. | Biskup                  | Funkcja                                         | Od               | Do               |
| --- | ----------------------- | ----------------------------------------------- | ---------------- | ---------------- |
| 1   | Samuel Emmanuel Carter  | biskup pomocniczy Kingston (Jamajka)            | 1 lutego 1966    | 1 września 1970  |
| 2   | Lawrence Pullen Hardman | emerytowany biskup Zomby (Malawi)               | 21 września 1971 | 6 kwietnia 1971  |
| 3   | Raphaël Lubaki Nganga   | biskup koadiutor Matadi (Zair)                  | 24 kwietnia 1971 | 8 marca 1985     |
| 4   | Lawrence Patrick Henry  | biskup pomocniczy Kapsztadu (Południowa Afryka) | 27 kwietnia 1987 | 7 lipca 1990     |
| 5   | Anil Couto              | biskup pomocniczy Delhi (Indie)                 | 22 grudnia 2000  | 24 lutego 2007   |
| 6   | Francesco Focardi       | wikariusz apostolski Camiri (Boliwia)           | 6 czerwca 2007   | 11 stycznia 2022 |
| 7   | Dennis Spies            | biskup pomocniczy Joliet (USA)                  | 27 września 2024 |                  |